# Diskospondylitis
Als Diskospondylitis wird beim Hund eine infektiös bedingte entzündliche Veränderung des Zwischenwirbelraumes unter Beteiligung der Gelenkflächen der benachbarten Wirbel bezeichnet. Davon betroffen sind meist ältere oder bereits vorbelastete Hunde aller Rassen und Größen. Die Erkrankung ist ähnlich der beim Menschen auftretenden Spondylodiszitis.

## Ätiologie, Pathogenese
Die Erkrankung wird meist durch eine über das Blut (hämatogen) verschleppte bakterielle Infektion einer Zwischenwirbelscheibe verursacht. Die Infektionsherde liegen hierbei meist im Harn- und Geschlechtssystem, in schweren Hautinfektionen, bakteriellen Herzklappeninfektionen oder können als Komplikation nach Eingriffen am Zentralnervensystem auftreten. Daneben ist jedoch auch eine direkte Infektion über eingespießte Fremdkörper wie Grassamen, Grannen oder Dornen sowie Verletzungen (z. B. Biss- und Schussverletzungen) möglich. Die hierbei eingeschleppte Keimflora kann sehr vielseitig sein; nachgewiesen wurden als Erreger verschiedene Staphylokokken, Streptokokken, E. coli, Clostridien, Proteus, Pasteurella multocida, Pseudomonaden, Nokardien, Enterokokken und andere. Als weiterer -wesentlich seltenere auftretender Auslöser der Erkrankung kommen bestimmte Pilze in Frage. Tiere mit einem schwachen Immunsystem sind für die Erkrankung besonders anfällig.

## Symptome, Diagnose und Behandlung
Das Hauptsymptom der Erkrankung sind – oft unspezifische – Schmerzen, die jedoch abhängig von ihrer Lokalisation bei Druck oder entsprechenden Bewegungen besonders deutlich auftreten und sich in plötzlichem Aufschreien des Tieres äußern können. Daneben sind anfangs oft Störungen des Allgemeinzustandes, Fressunlust und Abgeschlagenheit sowie schubweise auftretendes Fieber zu beobachten. Zum Zeitpunkt des Übergreifens der Infektion auf die gesamte Bandscheibe und auf den Wirbelkörper kommt es zu neurologischen Ausfallserscheinungen. 
Die Symptome können je nach Ausmaß der Schädigung des Rückenmarks von geringgradigen über schwere Lahmheiten und neurologische Ausfallserscheinungen bis hin zur kompletten Lähmung hinter der Schädigung führen. Obwohl die am häufigsten auftretenden Lokalisationen der Erkrankung der Übergang von Brust- zur Lendenwirbelsäule, vordere Lendenwirbelsäule, mittlere Brustwirbelsäule, Übergang Lendenwirbelsäule-Kreuzbein und hintere Halswirbelsäule sind, kann die Erkrankung an allen Teilen der Wirbelsäule und an mehreren Stellen gleichzeitig auftreten.
Die Diagnose erfolgt durch Röntgenaufnahmen der Wirbelsäule; je nach Stadium der Erkrankung sind Bereiche mit Anzeichen für eine Auflösung der Knochensubstanz nachweisbar, teilweise umgeben von Knochenzubildungen, welche als Stabilisierung der Läsion vom Körper gebildet werden. Im fortgeschrittenen Stadium kann es zu einem gegenseitigen Verrutschen der Wirbelkörper mit Subluxation kommen. Im Blutbild sind häufig vermehrt neutrophile Granulozyten inklusive Linksverschiebung nachweisbar. Bei Einbruch von Keimen in das Zentralnervensystem sind Bakterien auch im Hirnwasser nachweisbar.
Eine Myelographie wird häufig zusätzlich durchgeführt, um einen Bandscheibenvorfall oder eine Wirbelfraktur auszuschließen. Per Computertomographie oder Magnetresonanztomographie lassen sich die verlässlichsten Aussagen über das Ausmaß der Schädigungen treffen.
Die Methoden zur Behandlung der Diskospondylitis richten sich nach dem Ausmaß der Erkrankung. Die konservative Therapie besteht bei gesicherter Diagnose in der Langzeitgabe (über 1 bis 3 Monate) von Antibiotika. Hier kommen meist Cephalosporine, Clindamycin und Amoxicillin/Clavulansäure-Kombinationen zum Einsatz. Außerdem werden zur Schmerzbekämpfung nichtsteroidale Antiphlogistika eingesetzt. Über Punktion kann der Erreger aus dem Entzündungsherd isoliert und zur Erstellung eines Antibiogramms im Labor angezüchtet werden. Da die Infektion meist über das Blut eingeschleppt wurde, muss oft eine ausführliche Suche nach dem ursprünglichen Infektionsherd durchgeführt werden.
Die Heilung dauert lange. Im Falle schwerer Wirbelsäulenschädigungen kann eine chirurgische Dekompression in Betracht gezogen werden, um neurologische Ausfälle eventuell beheben zu können.